# Marc Bloch
Pour les articles homonymes, voir Bloch.
Marc Bloch, né le 6 juillet 1886 à Lyon (Rhône) et mort le 16 juin 1944 à Saint-Didier-de-Formans (Ain), est un historien français, fondateur avec Lucien Febvre des Annales d'histoire économique et sociale en 1929. Il est l'auteur de L'Étrange Défaite, ouvrage de référence sur la bataille de France. Marc Bloch donne à l'école historique française une renommée qui s'étend bien au-delà de l'Europe par l'école historique qu'il fonde avec Lucien Febvre : l'École des Annales.
Ancien combattant de la Première Guerre mondiale et de la Seconde Guerre mondiale, il est décoré de la Légion d'honneur à titre militaire, de la croix de guerre 1914-1918 (avec quatre citations) et de la croix de guerre 1939-1945 (avec une citation). Membre de la Résistance durant l'Occupation, il est arrêté, torturé, puis exécuté par la Gestapo le 16 juin 1944.
Le président de la République annonce le 23 novembre 2024, à l'occasion du 80e anniversaire de la Libération de Strasbourg, que Marc Bloch entrera au Panthéon. La cérémonie est fixée au 16 juin 2026.

## Biographie

### Famille et formation
Marc Léopold Benjamin Bloch est le fils de Sara Ebstein (1858-1941) et de Gustave Bloch, grand historien du monde gaulois et romain, professeur d'histoire ancienne à l'université de Lyon puis à l'École normale supérieure de la rue d'Ulm et à la Sorbonne.
Il est issu d'une famille juive d'optants,originaire d’Alsace (Wintzenheim du côté paternel, Frœningen du côté maternel).
Il fait des études secondaires brillantes à Paris, au lycée Louis-le-Grand, puis entre, comme son père avant lui, à l'École normale supérieure de la rue d'Ulm en 1904.

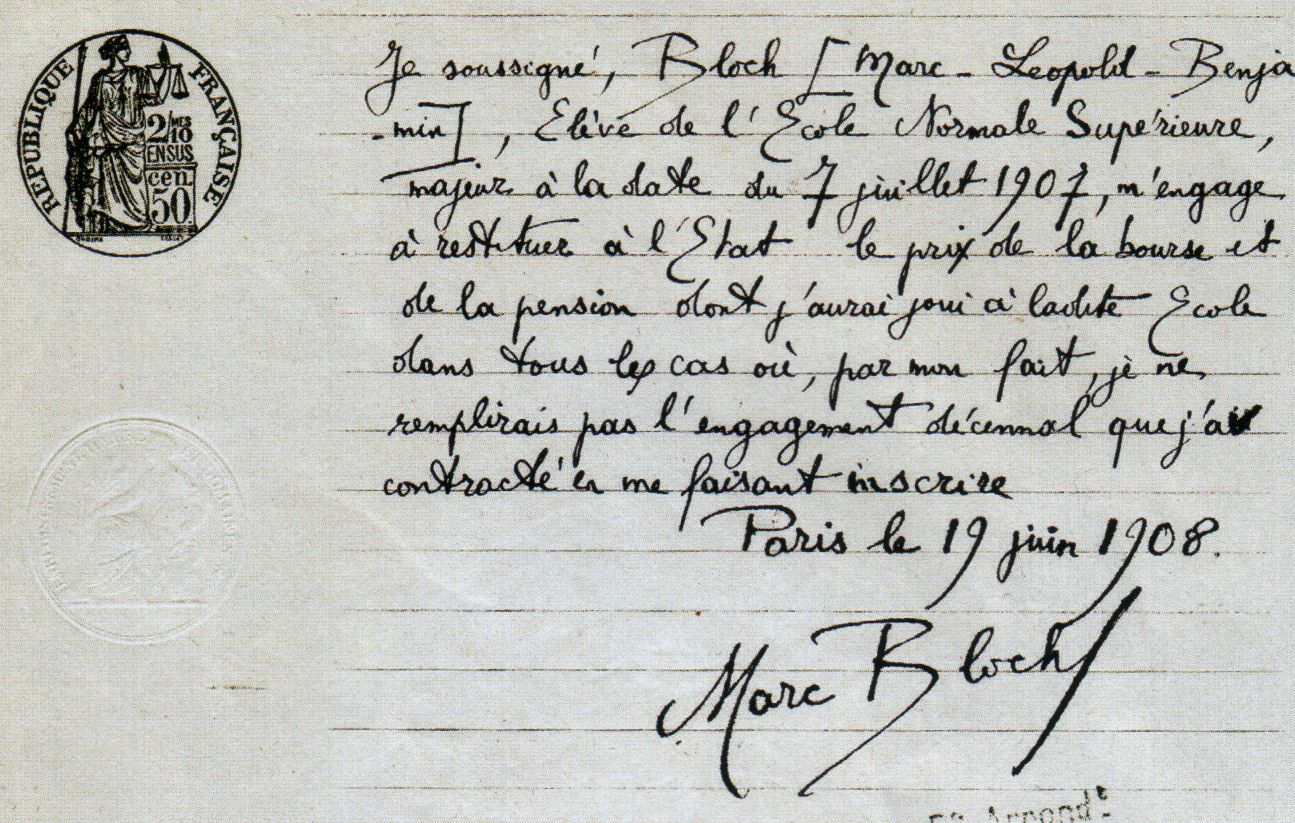
Engagement de servir l'État signé par Marc Bloch à son entrée à Normale Sup, Archives nationales, 61 AJ.

Il est reçu à l'agrégation d'histoire et géographie en 1908. Marc Bloch suit de 1908 à 1909 les cours des facultés de Berlin et de Leipzig en Allemagne avant d'être pensionnaire à la Fondation Thiers (1909-1912). Il enseigne avant la Première Guerre mondiale au lycée de Montpellier en 1912 puis au lycée d'Amiens en 1913.
En 1919, il épouse Simonne Vidal (en) (1894-1944), fille d'un polytechnicien dont la famille, depuis le XVIIIe siècle, était enracinée dans le Comtat Venaissin et en Alsace ; six enfants naissent de ce mariage, dont Étienne Bloch, qui écrira en 1997 sa « biographie impossible », et Jean-Paul Bloch, admis à l'École normale supérieure de la rue d'Ulm en 1950, qui deviendra directeur des laboratoires scientifiques des Terres australes et antarctiques françaises.

### Première Guerre mondiale
Professeur de lycée (Montpellier puis Amiens) quand éclate la Première Guerre mondiale, Marc Bloch est mobilisé comme sergent d'infanterie. Chef de section, il termine le conflit avec le grade de capitaine dans le Service des essences. Il reçoit la croix de guerre avec quatre citations et est décoré de la Légion d'honneur pour ses faits de guerre.

### Carrière universitaire
Marc Bloch est nommé en tant que maître de conférences en 1919, professeur sans chaire en 1921 puis professeur d'histoire du Moyen Âge en 1927 à la faculté de Strasbourg, redevenue française ; ses qualités professorales et sa rigueur méthodologique contribuent alors au prestige de l'Université française. Il y rejoint des enseignants de premier ordre comme Lucien Febvre, André Piganiol, avec qui il noue des liens fructueux.

### Premiers pas d'historien

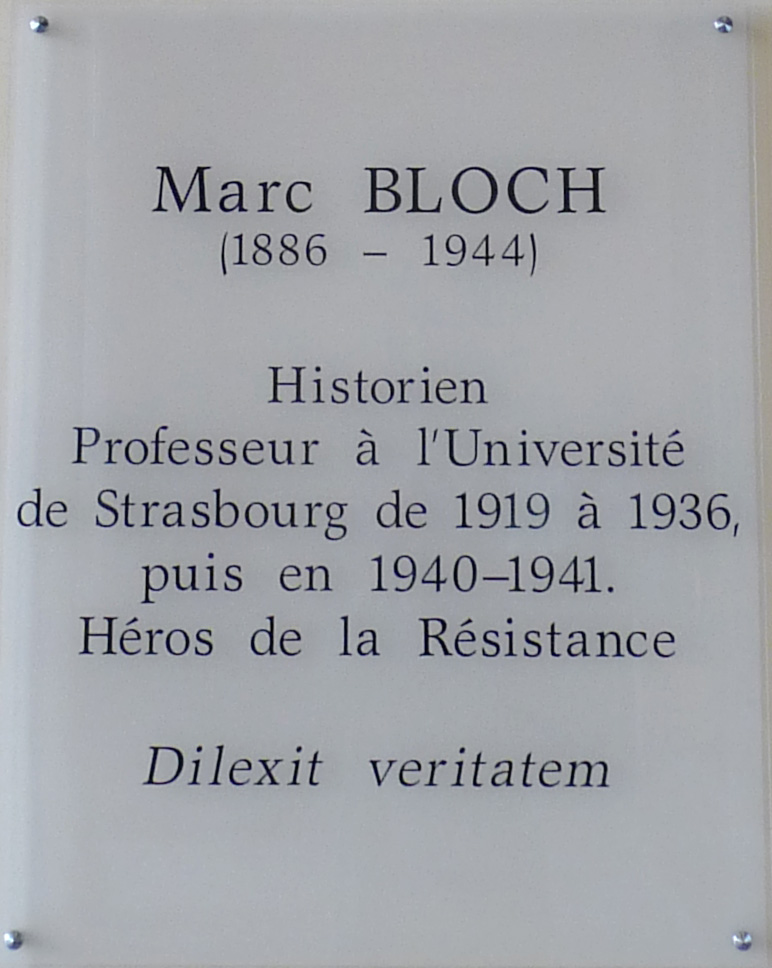
Plaque à l'Université de Strasbourg (Palais universitaire).

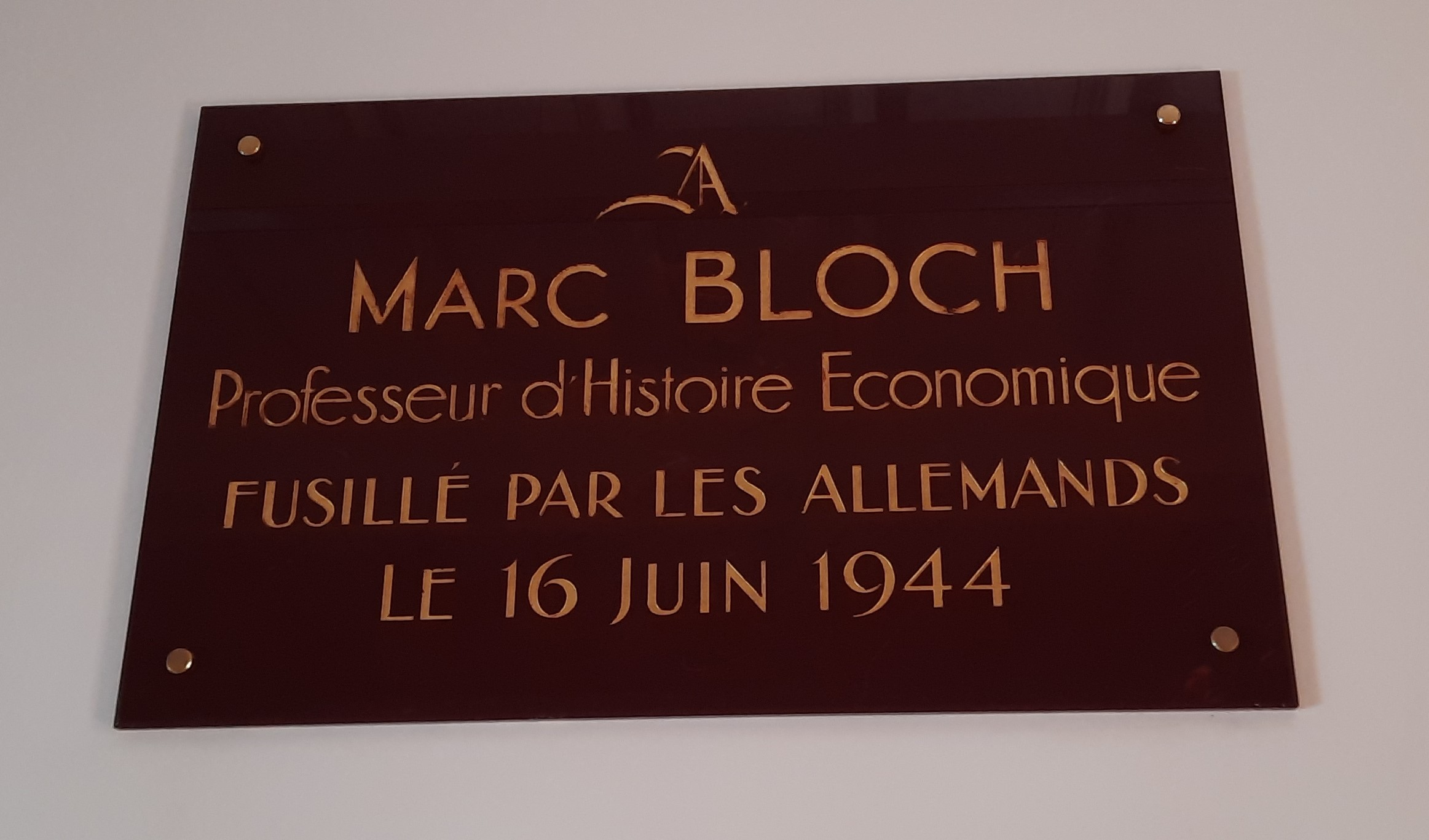
Plaque dans la salle Marc Bloch de la Sorbonne.

Il soutient une thèse de doctorat allégée, au propos déjà neuf, sur l'affranchissement des populations rurales de l'Île-de-France au Moyen Âge : Rois et Serfs, un chapitre d'histoire capétienne (1920).
Marc Bloch publie en 1924 son œuvre magistrale, Les Rois thaumaturges. Il y expérimente avec audace une méthode comparatiste empruntée aux maîtres de la linguistique (il parle lui-même une dizaine de langues).
En 1931, son ouvrage le plus maîtrisé, Les Caractères originaux de l'histoire rurale française, innove une fois encore, car il exploite une interdisciplinarité peu courante à cette époque (botanique, démographie, etc.) pour mieux comprendre l'évolution des structures agraires de l'Occident médiéval et moderne.
En 1928, Marc Bloch présente sa candidature au Collège de France et propose d'enseigner une « histoire comparée des sociétés européennes ». Ce projet échoue. Il tente à nouveau sa chance en 1934-1935, mais toujours sans résultat. « Ses échecs au Collège de France ne furent peut-être pas sans lien avec la montée de l'antisémitisme », écrit Stanley Hoffmann en préface de L’Étrange défaite (coll. « Folio histoire », Gallimard, p. 20).

### Aventure desAnnales
Bloch participe en 1929, avec le « groupe strasbourgeois » dont Lucien Febvre, à la fondation des Annales d'histoire économique et sociale dont le titre est déjà en lui-même une rupture avec « l’histoire historisante », triomphante en France depuis l'école méthodique. Bloch y publie jusqu'à la guerre d'importants articles, et surtout de brillantes notes de lecture, dont l'impact méthodologique s'est fait encore sentir après sa mort, et jusqu'à aujourd'hui.

### Historien dans la guerre

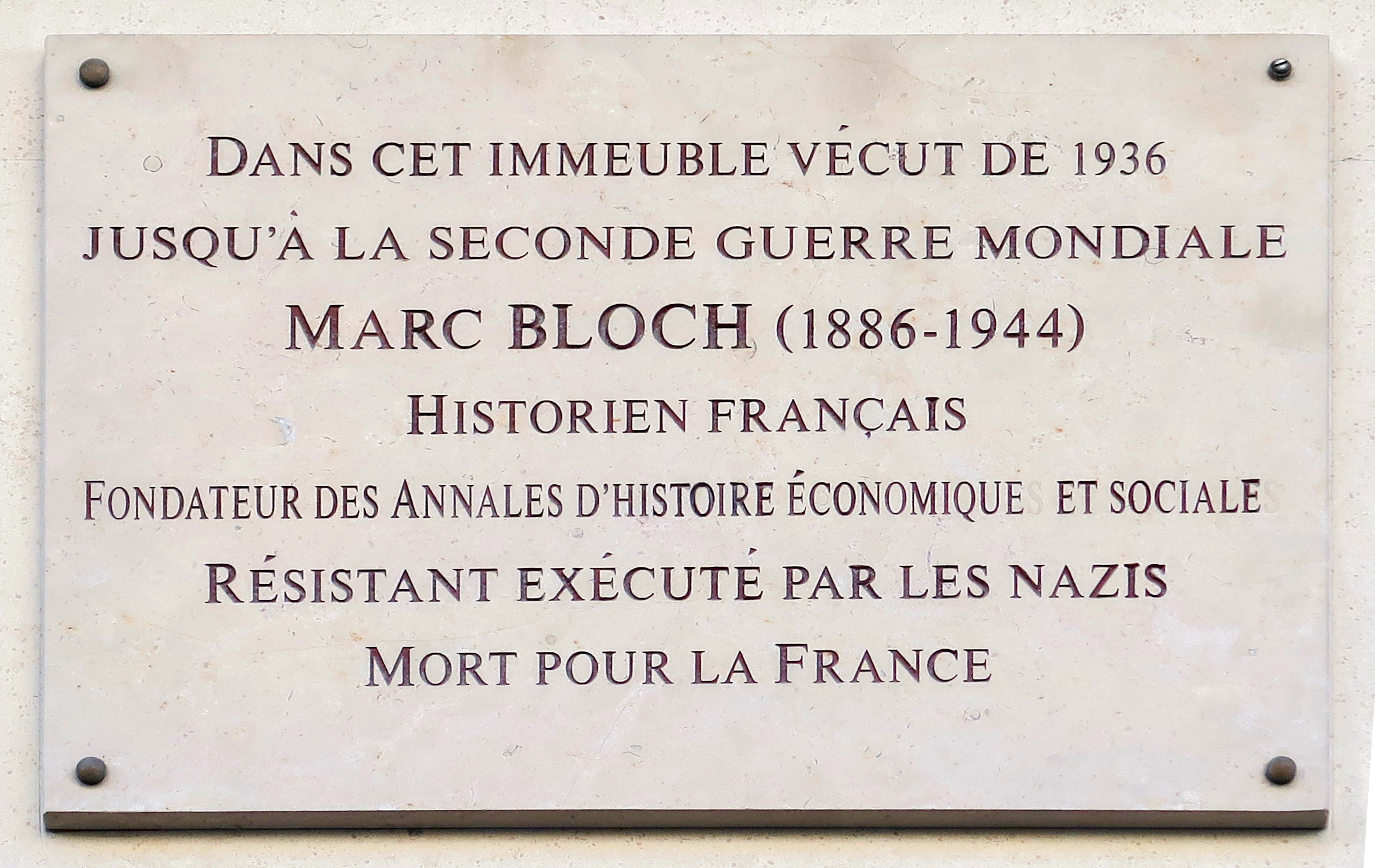
Plaque 17 rue de Sèvres (6e arrondissement de Paris), où il vit de 1936 jusqu'à la Seconde Guerre mondiale.

Alors qu'il venait de succéder à Henri Hauser à la Sorbonne en 1936 en tant que maître de conférences en histoire économique puis en tant que professeur (chaire d'histoire économique) en 1937, la Seconde Guerre mondiale le surprend dans la plénitude de sa carrière et de ses recherches. Malgré son âge (53 ans), une polyarthrite invalidante et une famille nombreuse, il demande à combattre. Il se déclare « le plus vieux capitaine de l’armée française », grade auquel il est resté depuis 1918, n'ayant pas souhaité se porter candidat au concours d'admission de l’École de guerre. Il est affecté au Service des essences et sa conduite durant la guerre lui vaudra d'être cité à l'ordre du corps d'armée.
Il voit de près le naufrage de la Troisième République. Marc Bloch tire de cet événement majeur, qui bouleverse sa vie, L'Étrange Défaite, un livre posthume écrit dans la maison qu'il possède au hameau de Fougères, commune du Bourg-d'Hem (Creuse), de juillet à septembre 1940. Ce livre, qu'il présente comme le témoignage d'un historien, est publié en 1946. Il accuse les officiers d'état-major et les chefs militaires d'avoir conduit l'armée à la défaite « en préparant la guerre de la veille », il n'épargne pas les « instituteurs pacifistes » de l'entre-deux-guerres, ni la bourgeoisie, « qui avait cessé d'être heureuse » depuis la crise de 1929 et les réformes du Front populaire. Outre « l'incapacité du commandement » qui fut « la cause directe du désastre », Bloch pointe les ratés de l'alliance franco-anglaise et l'efficacité psychologique des bombardements allemands.

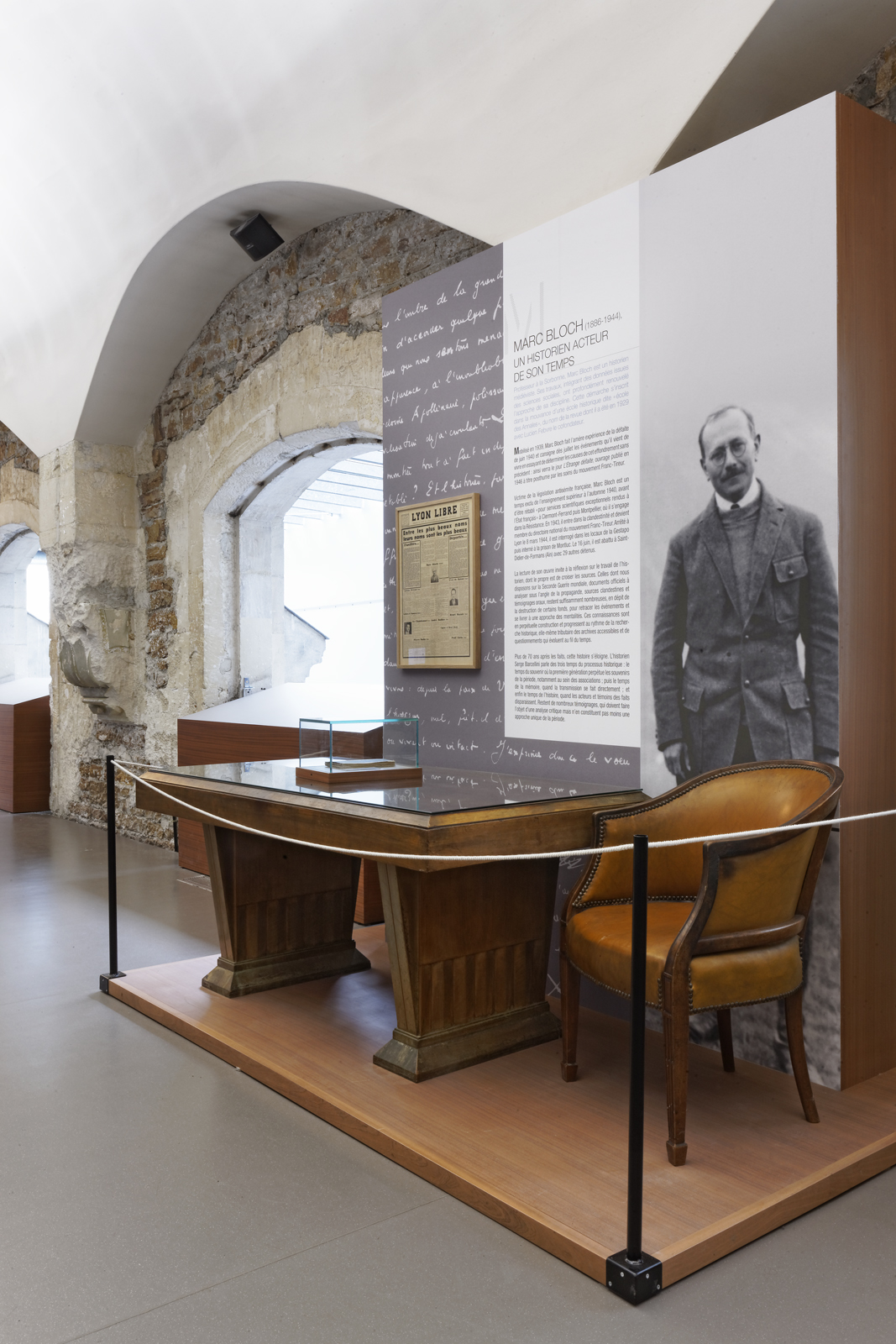
Éléments du mobilier de bureau de Marc Bloch exposés au CHRD.

Après la Campagne de France et l'arrivée au pouvoir de Pétain en juin 1940, il est — en tant que Juif — exclu de la fonction publique par le gouvernement de Vichy en vertu du statut des Juifs du 3 octobre 1940. Son appartement parisien est réquisitionné par l'occupant, sa bibliothèque expédiée en Allemagne. Il est rétabli le 5 janvier 1941 dans ses fonctions pour services exceptionnels par le secrétaire d'État à l'Instruction publique, Jacques Chevalier - père de François Chevalier, élève de Marc Bloch, qui sera ultérieurement directeur de la Casa de Velázquez à Madrid - et nommé à la faculté de Strasbourg repliée à Clermont-Ferrand. Jacques Chevalier lui délivre, le 24 février 1941, un ordre de mission afin qu'il puisse se réfugier aux États-Unis, accompagné de sa mère, de son épouse et de ses six enfants. Il n'en fera pas usage, ne voulant pas abandonner sa mère, vieille et malade et incapable de supporter le voyage. Il y continue ses recherches dans des conditions de vie très difficiles et en proie aux pires inquiétudes.
Du fait de la santé de sa femme, il demande et obtient une mutation à Montpellier en 1941. Le Doyen de la faculté des Lettres de Montpellier, Augustin Fliche, catholique maréchaliste, antisémite et conservateur, va essayer d’empêcher sa nomination, nourrissant un ressentiment à l'égard de l'historien. Il avertit ses supérieurs qu'un cours public de Marc Bloch peut provoquer des démonstrations hostiles, dont il ne veut pas être tenu pour responsable. Marc Bloch est chargé de cours sur l'histoire économique et monétaire de la France et de l'Europe moderne, mais ne peut travailler que dans des conditions très imparfaites, n'ayant pas accès à sa bibliothèque. En outre, les lois du régime de Vichy sur le statut des juifs (notamment celle du 21 juin 1941, qui impose entre autres un quota d'étudiants juifs dans l'enseignement supérieur, ce qui touche directement son fils) ne font que compliquer la vie de la famille Bloch, qui vit dans des conditions précaires à Montpellier.
Il rédige entre la fin 1940 et début 1943, sans documentation et dans des conditions difficiles, Apologie pour l'histoire ou Métier d'historien, publié en 1949 par les soins de Lucien Febvre, livre « testament » dans lequel il résume les exigences singulières du métier d'historien.
Pendant l'Occupation, Lucien Febvre, cofondateur des Annales, souhaite la reparution de la revue alors que Bloch s’y oppose. Sous la pression de Febvre, Bloch finit par accepter. L’autorisation de reparaître sous un autre titre est accordée par l'occupant et Bloch, frappé par le statut des juifs d’octobre 1940, y publie sous un pseudonyme.
Il entre dans la clandestinité fin 1942, quand les Allemands envahissent la zone libre.

### Résistance et mort

Monument de Roussille, Saint-Didier-de-Formans rappelant l'assassinat de trente Résistants, dont Marc Bloch, à cet emplacement. Deux survivants : Jean Crespo et Charles Perrin.

En 1943, après l'invasion de la zone sud qui ne le laisse en sécurité nulle part, Bloch s'engage dans la Résistance, dont il devient un des chefs pour la région lyonnaise au sein de Franc-Tireur, puis dans les Mouvements unis de la Résistance (MUR).
Bloch est arrêté place du Pont, à Lyon le 8 mars 1944 par la Gestapo, interné à la prison Montluc et torturé pendant des jours, soumis à des coups et à des bains glacés, mais il ne donne jamais aucune information,. Le soir, il enseigne la France à des prisonniers français.
Il meurt pour la France dans la soirée du 16 juin 1944, fusillé dans le dos par quatre tueurs de la Gestapo, aux côtés de vingt-sept autres résistants rassemblés par groupes de quatre « qu'il animait de son courage », à Roussille sur la commune de Saint-Didier-de-Formans, comme le rapporte Georges Altman. Celui-ci mentionne également qu'un garçon de seize ans craignait près de lui :

« Car on sait comme il est mort ; un gosse de seize ans tremblait près de lui : « Ça va faire mal. » Marc Bloch lui prit affectueusement le bras et dit seulement : « Mais non, petit, cela ne fait pas mal », et tomba en criant, le premier : « Vive la France ! »

Cette dernière phrase reste cependant incertaine, Georges Altman n'ayant pas assisté directement à l'exécution. En outre, Étienne Bloch souligne que les conditions de la mise à mort du convoi rendent ce cri peu probable, d'autant plus que les deux seuls survivants n'ont pas rapporté ce fait. Une photographie du « supplicié n° 14 » subsiste, figurant Bloch dans son dernier état.
Son épouse Simonne, dont la santé s'est détériorée, meurt le 2 juillet 1944, à l'hôpital de Lyon.
En 1977, les cendres de Marc Bloch sont transportées au cimetière du Bourg-d'Hem.

## Œuvre

### Apport à l'histoire du Moyen Âge: un legs considérable

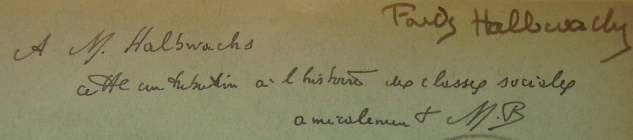
Envoi de Marc Bloch à Maurice Halbwachs (1928). Ouvrage conservé à la Bibliothèque de sciences humaines et sociales Paris Descartes-CNRS.

Marc Bloch, moins polémique que son aîné Lucien Febvre, le rejoint cependant par la rigueur de ses analyses et sa volonté d'ouvrir le champ de l'histoire aux autres disciplines scientifiques. De plus, sa contribution à l‘histoire médiévale, par la variété de ses sources et la rigueur de son analyse, reste encore aujourd'hui largement utilisée par les chercheurs.
À l'instar de ses collègues de l’École des Annales, Marc Bloch suggère de ne pas utiliser exclusivement les documents écrits, et de recourir à d’autres matériaux, artistiques, archéologiques, numismatiques…
Plus qu’aucun autre responsable des Annales, il s’oriente vers l’analyse des faits économiques. Également partisan d’une unicité des sciences de l'homme, il cherchera un recours permanent à la méthode comparative, favorisera la pluridisciplinarité et le travail collectif chez les historiens.

### Réformateur de l’enseignement
À partir d’avril 1943, Marc Bloch devient rédacteur en chef de la revue Les Cahiers politiques de la France combattante, dont la mission est de diffuser les recherches menées par le Comité général d’études (CGE), groupe d’experts constitué par Jean Moulin au sein du Conseil national de la Résistance. Il s’agit de réfléchir aux réformes constitutionnelle, politique, économique et sociale ainsi qu’à l’organisation administrative au lendemain de la Libération.
Marc Bloch fustige l’enseignement, dont l’objectif premier, à ses yeux, est de repérer, favoriser, former « les futurs gardiens de l’orthodoxie » et de repousser ce qu’il appelle « les têtes folles ». Il en découle fatalement « la crainte de toute initiative, chez les maîtres comme chez les élèves ; la négation de toute libre curiosité ; le culte du succès substitué au goût de la connaissance ». Seules importent la préparation et la réussite aux examens et concours. Dans un article paru en 1937, Marc Bloch écrivait déjà : « l’agrégation tire en arrière toutes nos facultés ». Il ne faut alors pas s’étonner de l’existence d’« une des tares les plus pernicieuses de notre système actuel : celui de bachotage », tout juste bon à fabriquer des « chiens savants ».

## Hommages et distinctions

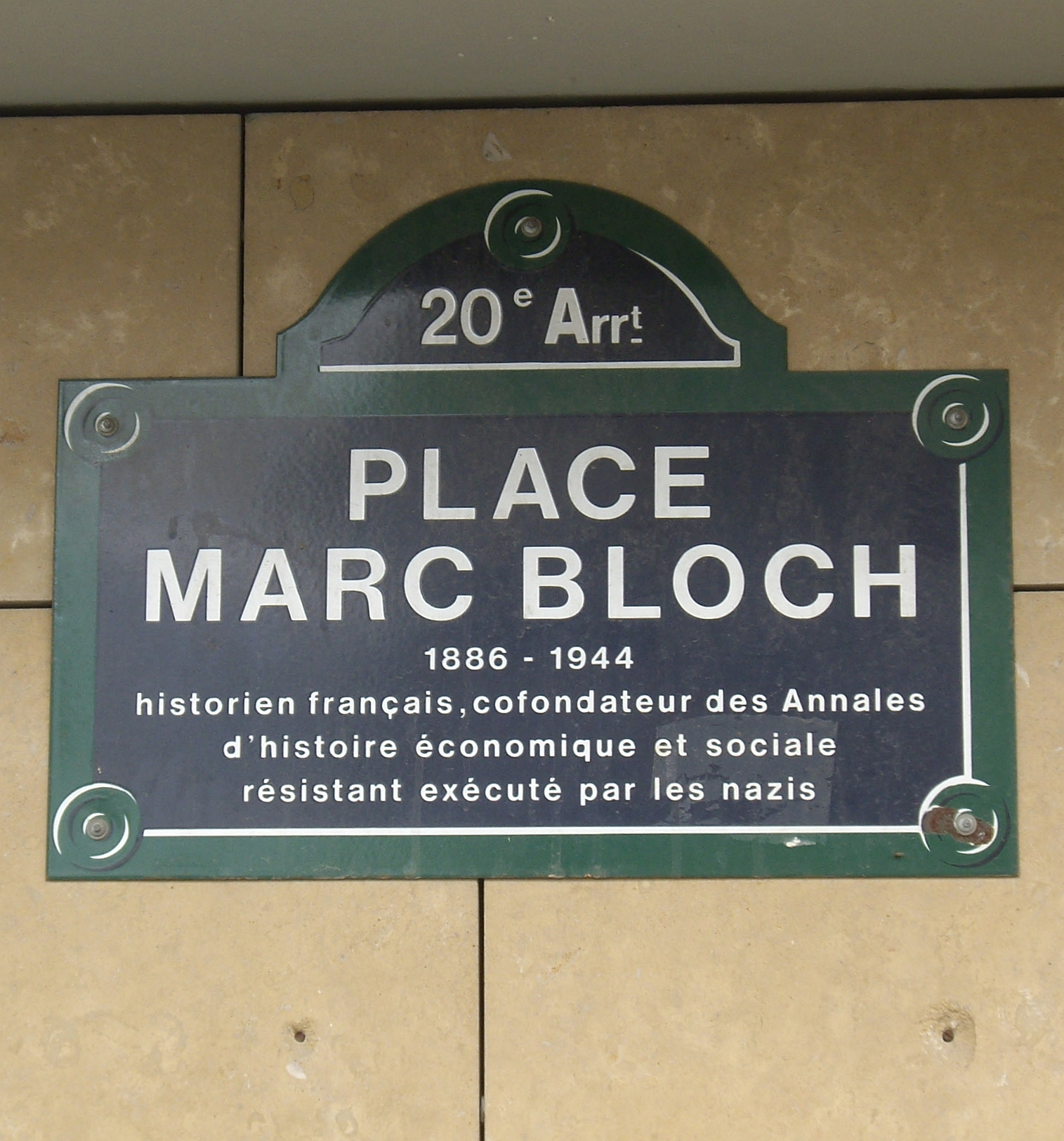
Plaque de la place Marc-Bloch dans le de Paris.

### Décorations
- Chevalier de la Légion d'honneur à titre militaire en 1920[38],[39]
- Croix de guerre 1914-1918 avec trois étoiles d'argent et une étoile de bronze (4 citations)
- Croix de guerre 1939-1945 avec une étoile de vermeil (1 citation)

 Médaille de la Résistance française, avec rosette (décret du 24 avril 1946).

### Hommages

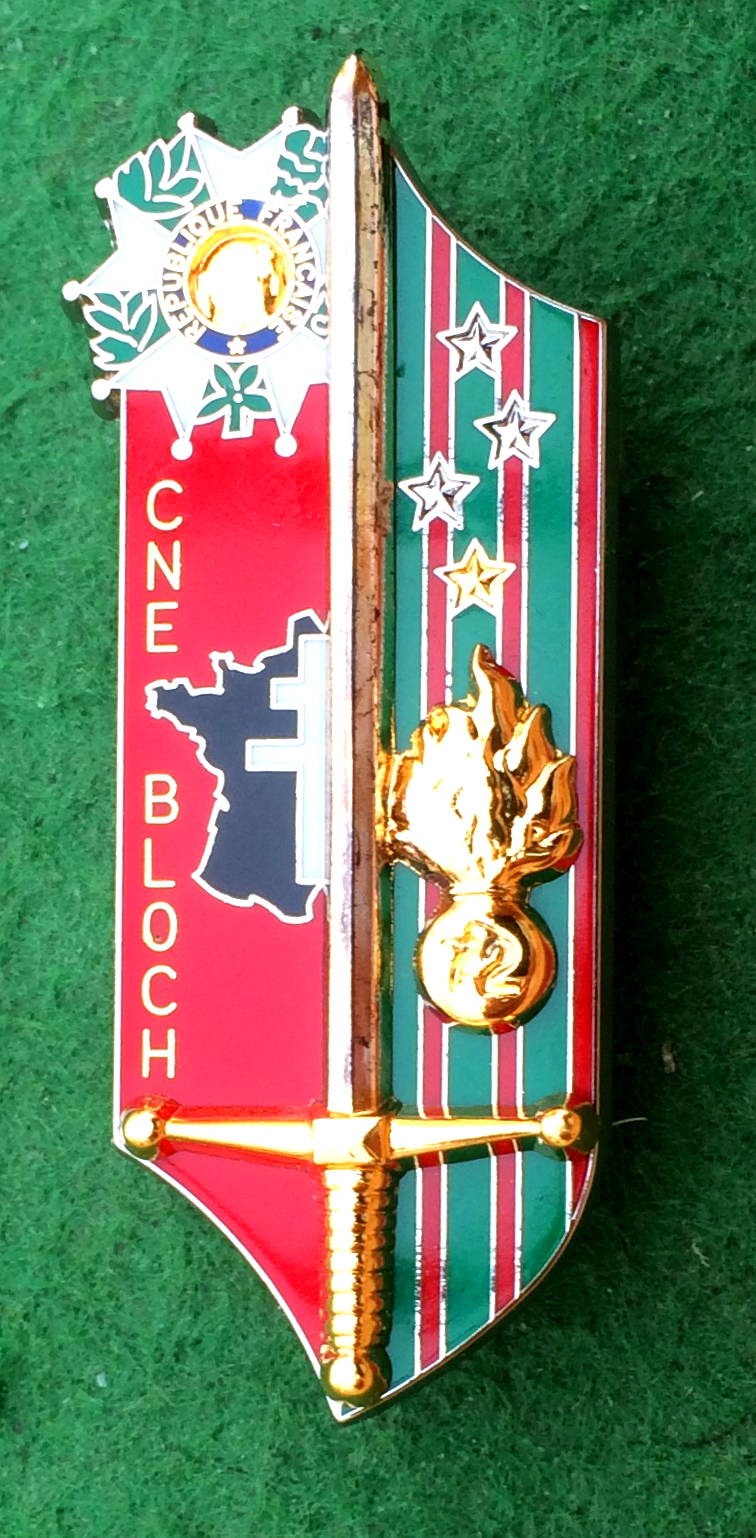
Insigne de la promotion Cne Bloch de l'ESM4.

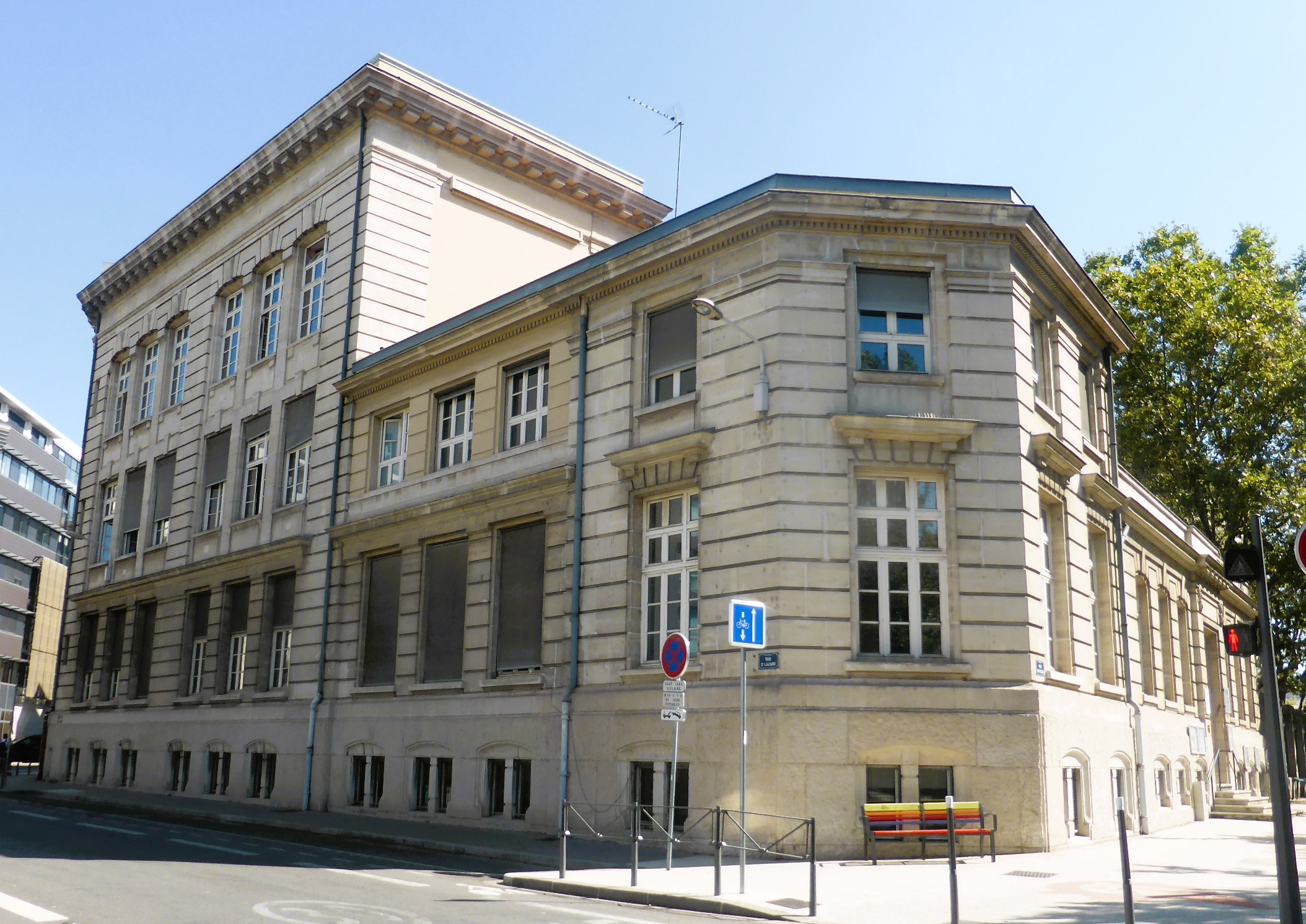
École Marc Bloch à Lyon

- Rues et place : dans les années 1950, son nom est donné à une rue de Saint-Étienne à l’initiative d’Henri Falque[41], un de ses adjoints à Franc-Tireur ; en 1996, la place Marc-Bloch est inaugurée dans le 20e arrondissement de Paris. Plusieurs voies sont nommées en son honneur à Lyon, Besançon, Guéret…
- Parrain de promotion de grandes écoles : en 1995, une des promotions du 4e bataillon de l'École spéciale militaire de Saint-Cyr (ESM4) porte le nom de « Capitaine Bloch » ; l'année suivante, c'est la 110e promotion de l'École supérieure des officiers de réserve spécialistes d'état-major (ESORSEM) qui porte ce nom ; en 1997, il est choisi comme parrain d'une promotion de l'ENA.
- Établissements d'enseignement : l'université des sciences humaines de Strasbourg (USHS), créée en 1971, porte son nom de 1998 à 2009[42] ; de nombreux établissements scolaires français (collèges et lycées) portent actuellement son nom, comme le lycée Marc-Bloch de Sérignan (Hérault), le lycée Marc-Bloch de Bischheim (Bas-Rhin), le lycée Marc-Bloch de Val-de-Reuil (Eure) ou encore le collège Marc-Bloch de Cournon-d’Auvergne (Puy-de-Dôme), anciennement collège Le Stade, renommé en juillet 2013.
- En juin 2006, plusieurs historiens demandent, dans Le Figaro littéraire, le transfert de ses cendres au Panthéon[43].
- L'aula du palais universitaire de Strasbourg porte le nom d'aula Marc-Bloch et une plaque rappelant son parcours est visible dans le hall d'entrée du bâtiment.
- Il y a une salle de cours Marc-Bloch au deuxième étage de la Sorbonne, à Paris.

### Panthéonisation
Sa panthéonisation est annoncée par le président de la République française, Emmanuel Macron, le 23 novembre 2024 lors de son discours pour les 80 ans de la libération de Strasbourg. La date de la cérémonie est fixée au 16 juin 2026 ; quatre-vingt-deux ans après la mort de Marc Bloch. Ses restes ne seront pas transférés dans la nécropole républicaine et un cénotaphe sera érigé en sa mémoire.

## Publications

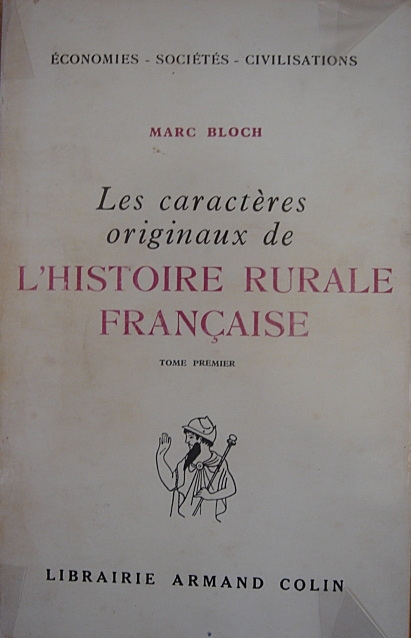
Première édition des Caractères originaux en deux volumes chez Armand Colin.

- Rois et Serfs, un chapitre d'histoire capétienne ; thèse soutenue en 1920. Voir en ligne.
- Réflexions d'un historien sur les fausses nouvelles de la guerre[46], 1921 (extrait des Écrits de guerre) rééd. Allia, 2010.
- Les Rois thaumaturges, 1924 ; dernière réédition, Gallimard en 1998 (en lire sur Classiques.uqam).
- « La vie d'outre-tombe du roi Salomon », Revue belge de philologie et d'histoire, 1925, rééd. (avec préface de Florence Hulak et postface de Julien Théry) aux Presses universitaires de Lyon, 2024 présentation en ligne.
- Les Caractères originaux de l'histoire rurale française, Armand Colin, 1931 ; dernière réédition, Pocket, 2006, avec une préface de Pierre Toubert, tome 1 en ligne, tome 2 en ligne.
- La Société féodale, 2 vol., 1939-1940 ; dernière réédition, Albin Michel, en un seul volume, 1998, voir en ligne.
- L'Étrange Défaite, 1940 ; première publication en 1946 ; Folio, 1990  (ISBN 2070325695), voir en ligne.
- Apologie pour l'histoire ou Métier d'historien, 1941 ; première publication en 1949[47].

- La France sous les derniers Capétiens (1223-1328), 1958, voir en ligne.
- Seigneurie française et manoir anglais, 1960.
- Mélanges historiques, Paris, EPHE, 1963 ; rééd. Serge Fleury, Editions de l'EHESS, 1983 et Editions du CNRS, 2011.
- Souvenirs de guerre, 1914-1915, 1969.
- La Terre et le Paysan. Agriculture et vie rurale aux XVIIe et XVIIIe siècles, Armand Colin, 1999, recueil d'articles avec une préface d'Emmanuel Le Roy Ladurie.

Correspondance
- « Lettres de la drôle de guerre », Les Cahiers de l'IHTP, cahier no 19, décembre 1991 (lettres à son fils Étienne).
- Bryce et Mary Lyon, The birth of Annales history - the letters of Lucien Febvre and Marc Bloch to Henri Pirenne (1921-1935), Commission royale d'histoire, Bruxelles, 1991.
- Écrire la société féodale. Lettres à Henri Berr, 1924-1943, Paris, Éditions de l'IMEC, 1992.
- Avec Fritz Rörig, Correspondance (1928-1932), établie et présentée par Peter Schöttler, Cahiers Marc Bloch, no 1, 1994, p. 17-52.
- Lettres à Robert Boutruche, établies par Étienne Bloch, présentées et annotées par Bertrand Müller, Cahiers Marc Bloch, no 4, 1996, p. 25-98.
- Avec Lucien Febvre, Correspondance, édition établie et présentée et annotée par Bertrand Müller, 3 vol., Fayard, 2004.

## Pour approfondir

#### Bases de données et dictionnaires
- Ressources relatives à la recherche :   - Les Classiques des sciences sociales
  - La France savante
  - Isidore
  - Persée
  - Thèses de doctorat ès lettres soutenues en France de 1808 à 1940
- Ressources relatives à la vie publique :   - base Léonore
  - Documents diplomatiques suisses 1848-1975
  - Maitron
- Ressource relative à plusieurs domaines :   - Radio France
- Ressource relative aux militaires :   - Mémoire des hommes
- Notices dans des dictionnaires ou encyclopédies généralistes :   - Britannica
  - Brockhaus
  - Den Store Danske Encyklopædi
  - Deutsche Biographie
  - Dizionario di Storia
  - Enciclopedia italiana
  - Gran Enciclopèdia Catalana
  - Hrvatska Enciklopedija
  - Internetowa encyklopedia PWN
  - Nationalencyklopedin
  - Nouveau dictionnaire de biographie alsacienne
  - Proleksis enciklopedija
  - Store norske leksikon
  - Treccani
  - Universalis
- Notices d'autorité :   - VIAF
  - ISNI
  - BnF (données)
  - Archives nationales (France)
  - IdRef
  - LCCN
  - GND
  - Italie
  - Japon
  - CiNii
  - Espagne
  - Belgique
  - Pays-Bas
  - Pologne
  - Israël
  - NUKAT
  - Catalogne
  - Suède